# نيقولاس إيفانز
نيقولاس إيفانز (بالإنجليزية: Nicholas Evans)‏ (و. 1950  م) هو كاتب، وصحفي، وكاتب سيناريو، وروائي من إنجلترا، والمملكة المتحدة.

## التعليم
تعلم في كلية القديس إدموند ‏.

## وصلات خارجية
- نيقولاس إيفانز على موقع IMDb (الإنجليزية)
- نيقولاس إيفانز على موقع قاعدة بيانات الفيلم (الإنجليزية)
- نيقولاس إيفانز في قاعدة بيانات الأفلام على الإنترنت